# Crouay
Crouay est une commune française, située dans le département du Calvados en Normandie, peuplée de 507 habitants.

## Géographie
La commune est située à dix kilomètres de Bayeux et quatre kilomètres du Molay-Littry, dans le Bessin.
| Blay                                 | Mosles      | Tour-en-Bessin |
| Blay                                 | Crouay      | Cottun         |
| Le Breuil-en-Bessin, Le Molay-Littry | Le Tronquay | Campigny       |

### Hydrographie
La commune est située dans le bassin Seine-Normandie. Elle est drainée par la Tortonne, le Marais, le Gril, le Vicalet, l'Orbec et  et un autre petit cours d'eau,.
La Tortonne, d'une longueur de 18 km, prend sa source dans la commune de Balleroy-sur-Drôme et se jette  dans l'Aure à Trévières, après avoir traversé onze communes. 

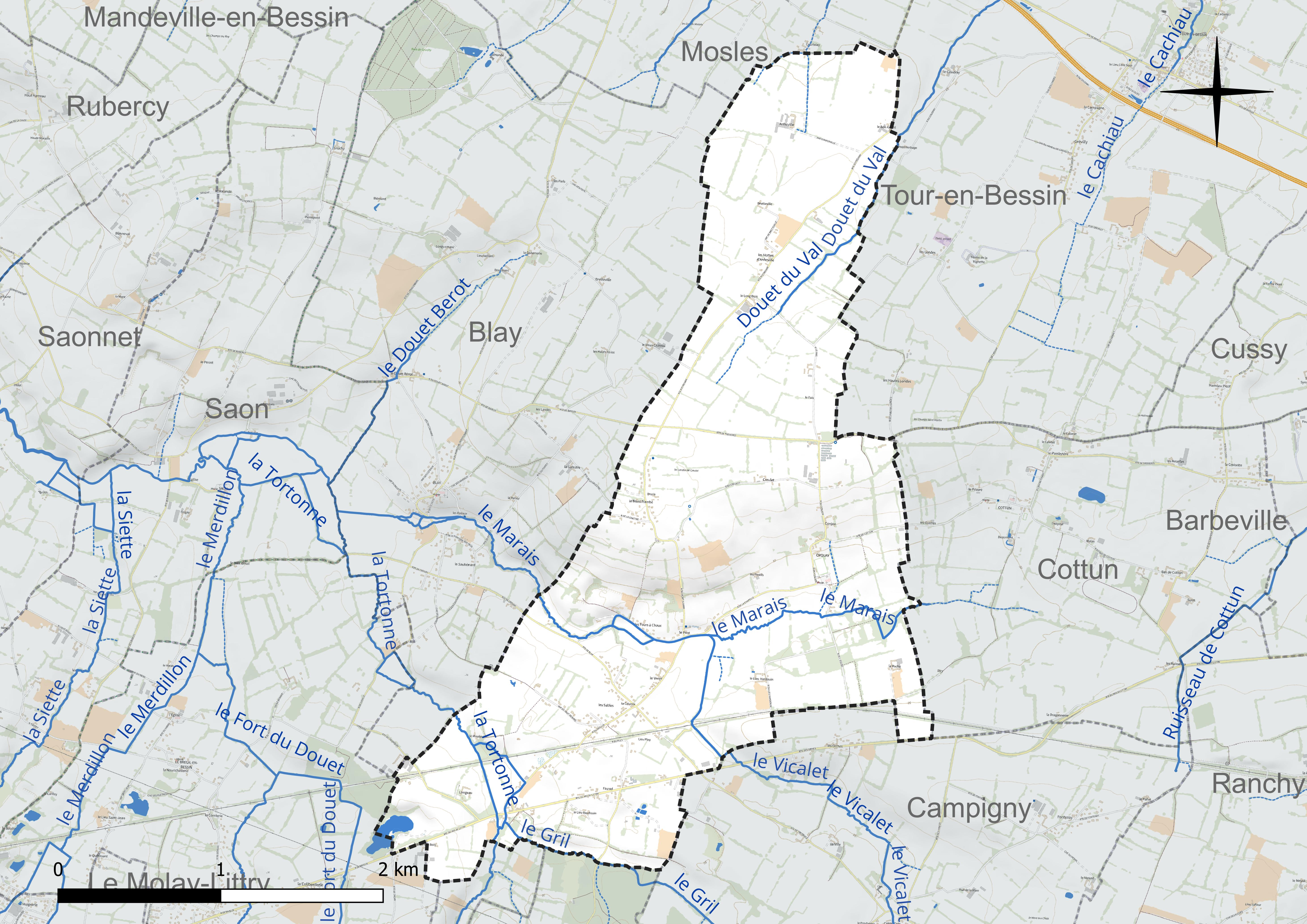
Réseau hydrographique de Crouay.

Un plan d'eau complète le réseau hydrographique : la carrière du Lieu des Bois, d'une superficie totale de 3 ha (1,9 ha sur la commune),.

### Climat
Pour des articles plus généraux, voir Climat de la Normandie et Climat du Calvados.
En 2010, le climat de la commune est de type climat océanique franc, selon une étude du CNRS s'appuyant sur une série de données couvrant la période 1971-2000. En 2020, Météo-France publie une typologie des climats de la France métropolitaine dans laquelle la commune est exposée à un climat océanique et est dans la région climatique  Normandie (Cotentin, Orne), caractérisée par une pluviométrie relativement élevée (850 mm/a) et un été frais (15,5 °C) et venté. Parallèlement le GIEC normand, un groupe régional d'experts sur le climat, différencie quant à lui, dans une étude de 2020, trois grands types de climats pour la région Normandie, nuancés à une échelle plus fine par les facteurs géographiques locaux. La commune est, selon ce zonage, exposée à un « climat maritime », correspondant au Cotentin et à l'ouest du département de la Manche, frais, humide et pluvieux, où les contrastes pluviométrique et thermique sont parfois très prononcés en quelques kilomètres quand le relief est marqué.
Pour la période 1971-2000, la température annuelle moyenne est de 10,7 °C, avec  une amplitude thermique annuelle de 11,5 °C. Le cumul annuel moyen de précipitations est de 783 mm, avec 12,5 jours de précipitations en janvier et 7,6 jours en juillet. Pour la période 1991-2020, la température moyenne annuelle observée sur la station météorologique la plus proche, située sur la commune de Balleroy-sur-Drôme à 10 km à vol d'oiseau, est de 11,2 °C et le cumul annuel moyen de précipitations est de 924,3 mm,. Pour l'avenir, les paramètres climatiques de la commune estimés pour 2050 selon différents scénarios d'émission de gaz à effet de serre sont consultables sur un site dédié publié par Météo-France en novembre 2022.

## Urbanisme

### Typologie
Au 1er janvier 2024, Crouay est catégorisée commune rurale à habitat dispersé, selon la nouvelle grille communale de densité à 7 niveaux définie par l'Insee en 2022.
Elle est située hors unité urbaine. Par ailleurs la commune fait partie de l'aire d'attraction de Bayeux, dont elle est une commune de la couronne,. Cette aire, qui regroupe 29 communes, est catégorisée dans les aires de moins de 50 000 habitants,.

### Occupation des sols
L'occupation des sols de la commune, telle qu'elle ressort de la base de données européenne d'occupation biophysique des sols Corine Land Cover (CLC), est marquée par l'importance des territoires agricoles (96,1 % en 2018), une proportion sensiblement équivalente à celle de 1990 (96,2 %). La répartition détaillée en 2018 est la suivante : 
prairies (59,2 %), terres arables (28,1 %), zones agricoles hétérogènes (8,8 %), zones urbanisées (3,7 %), forêts (0,1 %). L'évolution de l'occupation des sols de la commune et de ses infrastructures peut être observée sur les différentes représentations cartographiques du territoire : la carte de Cassini (XVIIIe siècle), la carte d'état-major (1820-1866) et les cartes ou photos aériennes de l'IGN pour la période actuelle (1950 à aujourd'hui).

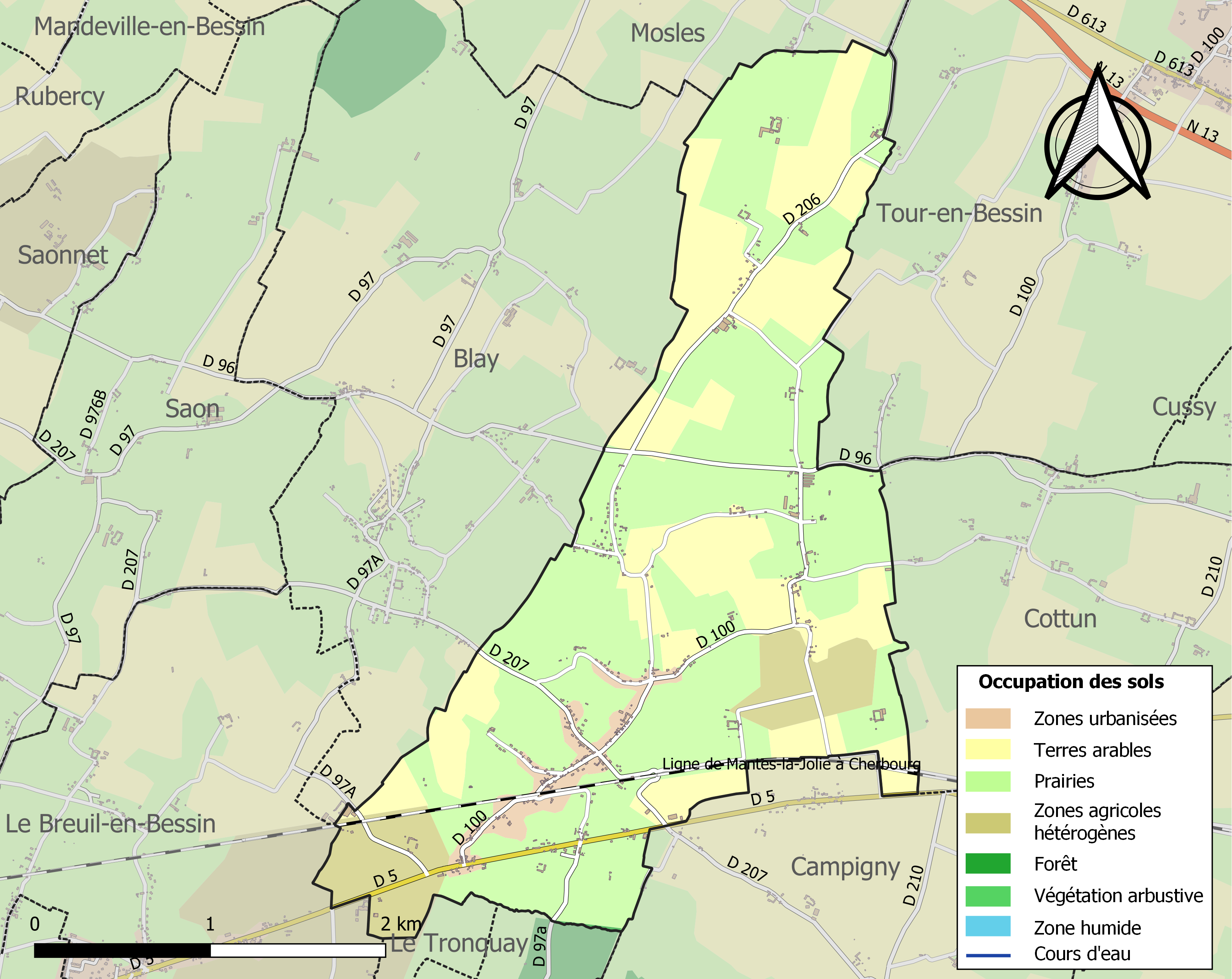
Carte des infrastructures et de l'occupation des sols de la commune en 2018 (CLC).

## Toponymie
Le nom de la localité est attesté sous la forme Croey en 1032, ; Croeium en 1184 ; Croe en 1278 ; Croeyum au XIVe siècle ; Clouay en 1460.
Le gentilé est Crocusien.

## Politique et administration
| Période                                  | Période      | Identité            | Étiquette | Qualité                          |
| ---------------------------------------- | ------------ | ------------------- | --------- | -------------------------------- |
| 1953                                     | mars 2001    | Jacques Le Tourneur |           |                                  |
| mars 2001                                | mars 2014    | Jean-Jacques Paul   | SE        |                                  |
| mars 2014                                | juillet 2017 | Guy Bailleul        | SE        | Retraité direction d'entreprises |
| juillet 2017                             | juillet 2018 | Serge Lehir         | SE        | Retraité électromécanique        |
| octobre 2018                             | En cours     | Fabienne Leroy      | SE        | Conseillère société publique     |
| Les données manquantes sont à compléter. |              |                     |           |                                  |

Le conseil municipal est composé de quinze membres dont le maire et trois adjoints.

## Démographie
L'évolution du nombre d'habitants est connue à travers les recensements de la population effectués dans la commune depuis 1793. Pour les communes de moins de 10 000 habitants, une enquête de recensement portant sur toute la population est réalisée tous les cinq ans, les populations de référence des années intermédiaires étant quant à elles estimées par interpolation ou extrapolation. Pour la commune, le premier recensement exhaustif entrant dans le cadre du nouveau dispositif a été réalisé en 2004.
En 2022, la commune comptait 507 habitants, en évolution de −5,76 % par rapport à 2016 (Calvados : +1,58 %, France hors Mayotte : +2,11 %).
Crouay a compté jusqu'à 720 habitants en 1856.
| 1793 | 1800 | 1806 | 1821 | 1831 | 1836 | 1841 | 1846 | 1851 |
| ---- | ---- | ---- | ---- | ---- | ---- | ---- | ---- | ---- |
| 569  | 582  | 547  | 601  | 596  | 616  | 606  | 677  | 685  |

| 1856 | 1861 | 1866 | 1872 | 1876 | 1881 | 1886 | 1891 | 1896 |
| ---- | ---- | ---- | ---- | ---- | ---- | ---- | ---- | ---- |
| 720  | 708  | 711  | 620  | 554  | 569  | 560  | 588  | 520  |

| 1901 | 1906 | 1911 | 1921 | 1926 | 1931 | 1936 | 1946 | 1954 |
| ---- | ---- | ---- | ---- | ---- | ---- | ---- | ---- | ---- |
| 461  | 477  | 404  | 392  | 372  | 370  | 349  | 439  | 414  |

| 1962 | 1968 | 1975 | 1982 | 1990 | 1999 | 2004 | 2006 | 2009 |
| ---- | ---- | ---- | ---- | ---- | ---- | ---- | ---- | ---- |
| 383  | 331  | 352  | 397  | 444  | 417  | 460  | 503  | 542  |

| 2014 | 2019 | 2022 | - | - | - | - | - | - |
| ---- | ---- | ---- | - | - | - | - | - | - |
| 534  | 512  | 507  | - | - | - | - | - | - |

## Économie
La commune se situe dans la zone géographique des appellations d'origine protégée (AOP) Beurre d'Isigny et Crème d'Isigny.

## Lieux et monuments
- Église Saint-Martin du XIIIe siècle, inscrite aux monuments historiques[36].
- Manoir de Longeau du XVIIe siècle : ancien fief protestant du Bessin
- Chapelle Notre-Dame (1872).
- Statue de bronze d'un soldat au drapeau sur le tombeau du soldat Louis Marie que ses parents firent ériger, considérant que le monument aux morts était trop modeste[37].
- Anciens fours à chaux.

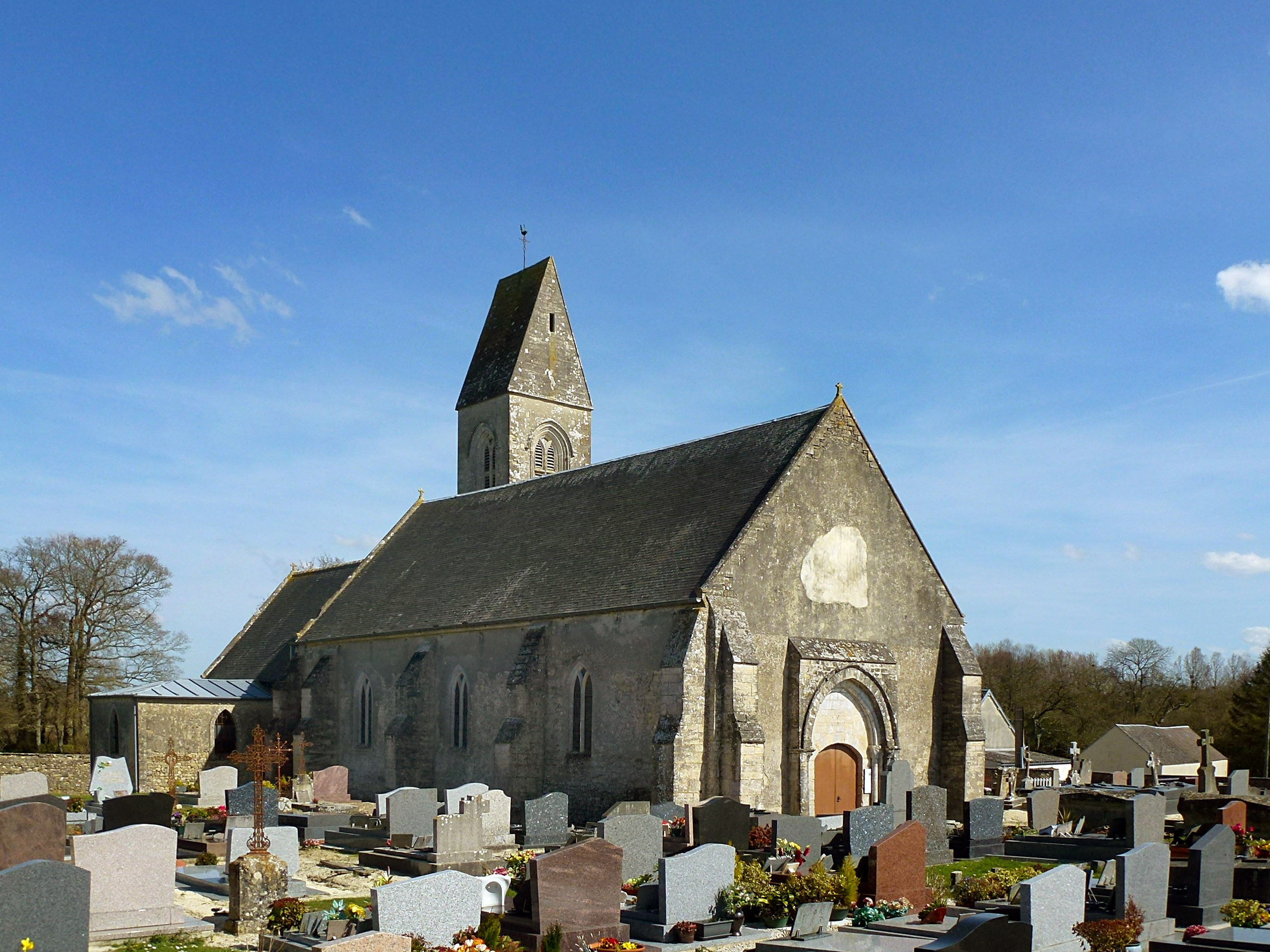
L'église Saint-Martin.
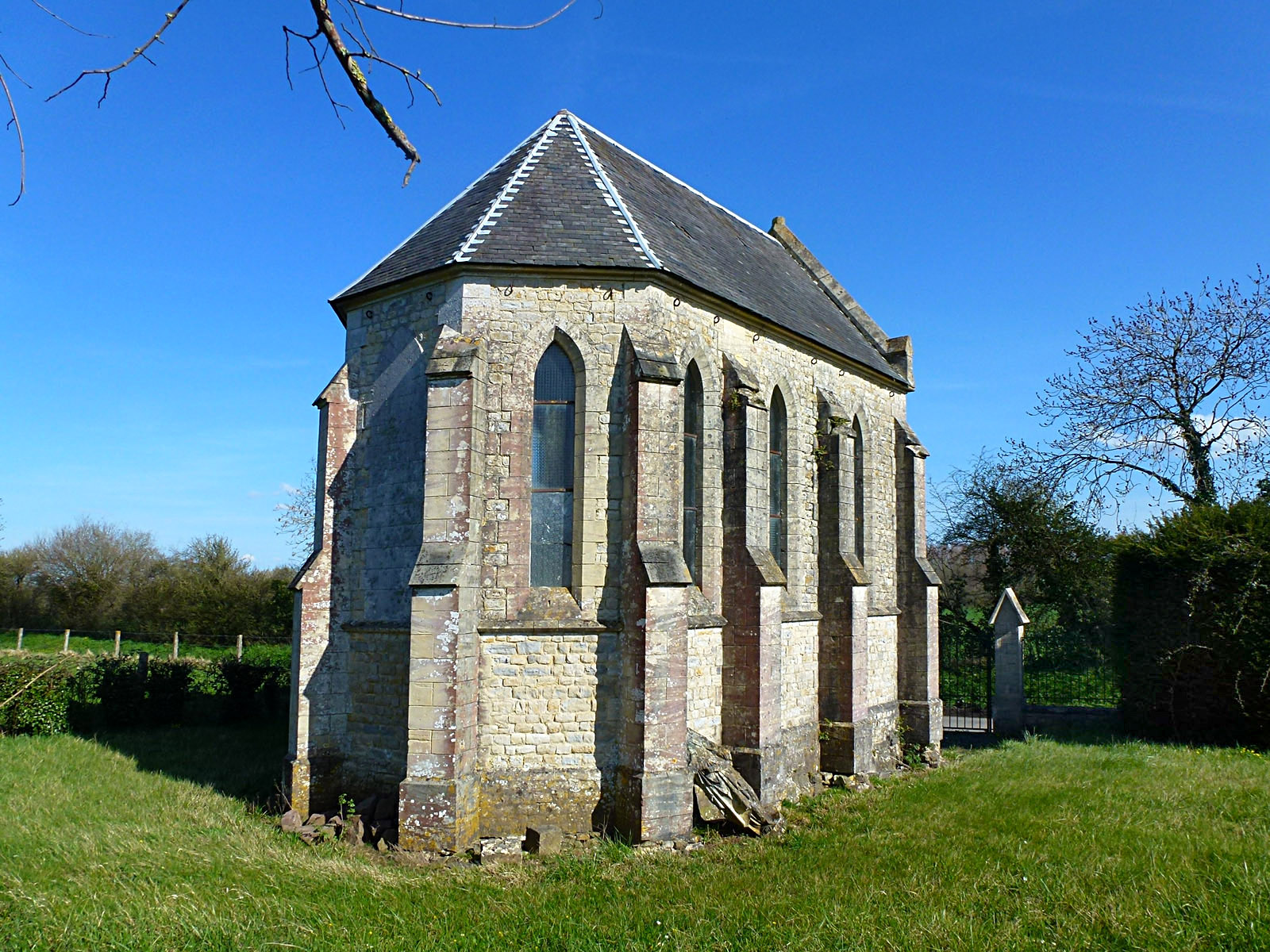
La chapelle Notre-Dame.
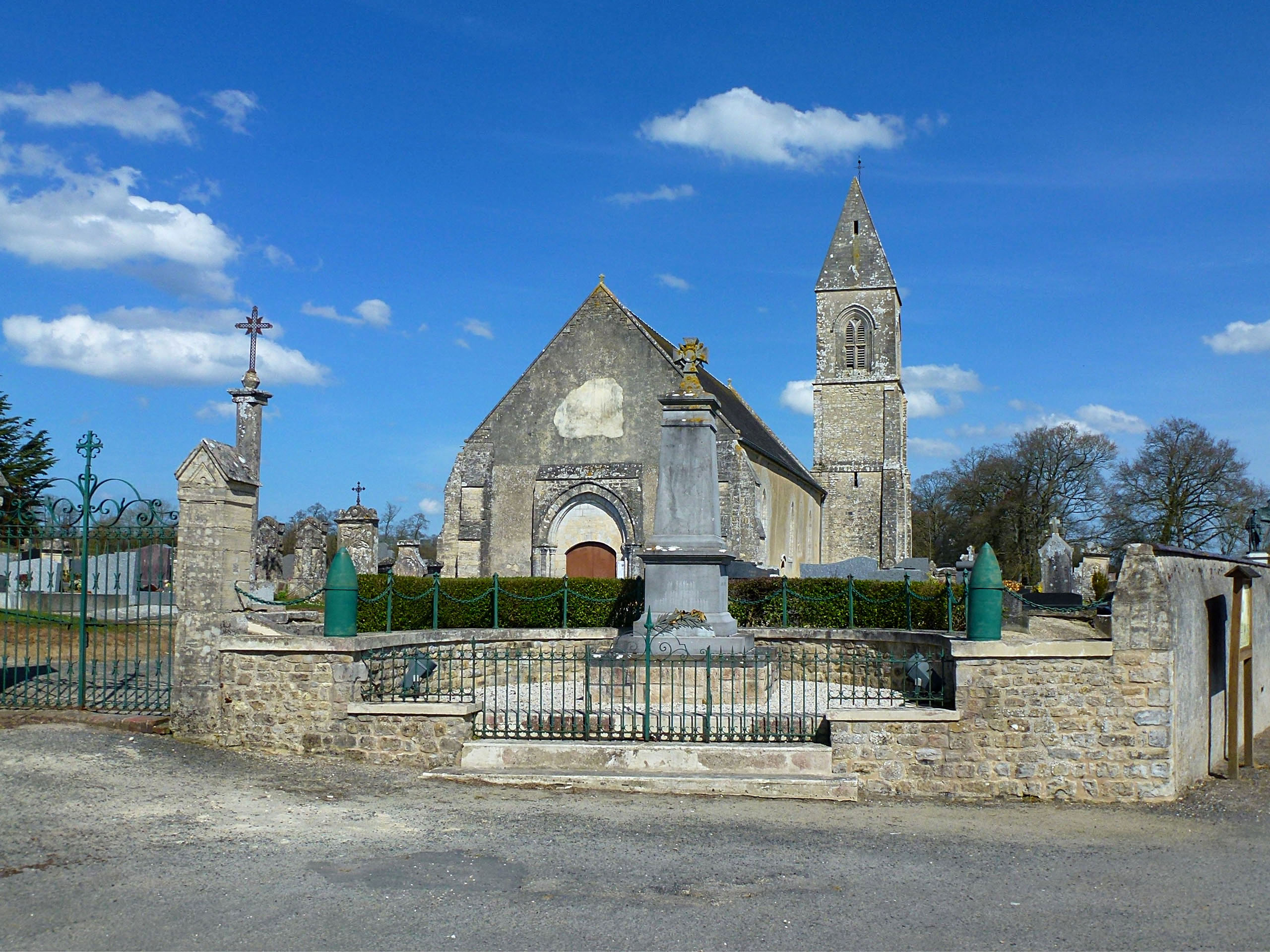
Le monument aux morts.
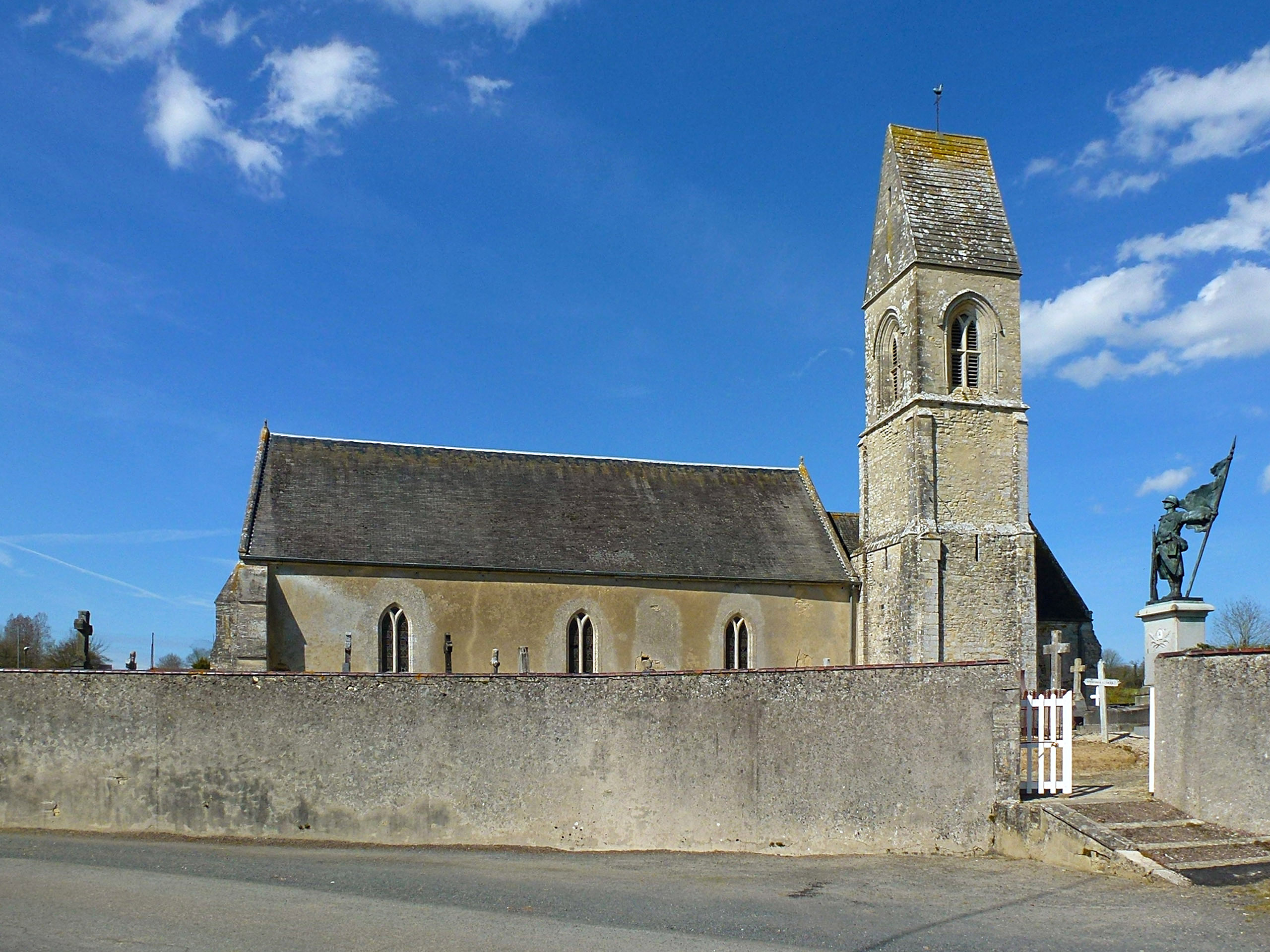
L'église Saint-Martin et la statue du soldat au drapeau.

## Activité et manifestations

### Jumelages
- Braishfield (Royaume-Uni).

## Personnalités liées à la commune
- Jacques Le Tourneur (16 décembre 1926, 13 octobre 2005), ancien maire.

Jacques Le Tourneur fut élu maire de sa commune natale, Crouay, en mars 1953 et fut constamment réélu jusqu'en 2001.
En outre, il fut le président du syndicat intercommunal du collège du Molay-Littry, le président du syndicat des trois cantons d'adduction d'eau potable, le cofondateur du comité de jumelage Crouay - Braishfield.
Pendant de nombreuses années, sous le pseudonyme de "Mouait' Jacques", il a tenu une chronique rédigée en patois normand dans le journal bi-hebdomadaire La Renaissance - Le Bessin.
Il reçut la haute distinction de commandeur des palmes académiques en reconnaissance de son incessant dévouement au service du développement des infrastructures scolaires en milieu rural.

## Héraldique
| Blason de Crouay | Blason  | D'azur au four à chaux d'argent maçonné de sable mouvant des flancs, accompagné en chef de trois épées basses aussi d'argent mal ordonnées et en pointe d'un pot à lait du même. |
| Blason de Crouay | Détails | |